# ¿Adónde van nuestros hijos?
¿Adónde van nuestros hijos? es una película mexicana de drama 1958 dirigida por Benito Alazraki, y protagonizada por Dolores del Río, Martha Mijares y Ana Bertha Lepe. Esta cinta está basada en la obra teatral Medio tono, de Rodolfo Usigli.

## Argumento
Martín es un burócrata que vive con su esposa Rosa y sus hijos Julio, Gabriela, Sara, Víctor y el pequeño Martín. Cuando cada uno de sus hijos comienzan a enfrentar problemas de la vida, Martín y Rosa llegan a un punto en su larga relación en que las indecisiones y los enfrentamientos parecen volverse pan de cada día, y su matrimonio se verá en peligro... junto con la unidad familiar de sus hijos.

## Reparto
- Dolores del Río como Rosa
- Tito Junco como Martín Sierra
- Ana Bertha Lepe como Gabriela
- Martha Mijares como Sara
- Carlos Rivas como Eduardo
- León Michel como Víctor
- Carlos Fernández como Julio
- Rogelio "Frijolitos" Jiménez-Pons como Martincito
- Carlos Riquelme como Don Miguel
- Andrea Palma como Madre de Carlos